# Марсман, Хендрик
Хендрик Марсман (30 сентября 1899 года, Зейст, Утрехт, Нидерланды — 21 июня 1940 года, Ла-Манш) — нидерландский поэт, прозаик, переводчик с немецкого, французского, португальского языков.

## Биография
Хендрик Марсман был старшим из трех сыновей в семье Яна Фредерика Марсмана и Марии фан Вяйк. Его мать работала учительницей, а отец долгое время владел книжной лавкой в Зейсте, где поэт со своим другом Артуром Ленингом устраивал различные выставки. В возрасте шести лет Хендрик начинает ходить в младшую школу, однако не воспитывался в традиционной голландской манере. С отцом у него были трудные отношения, чуть лучше складывались отношения с матерью. Из-за своего слабого здоровья (он страдал заболеванием легких и эпилептическими припадками) он пропустил три учебных года в старшей школе. Он был влюблен в море, однако состояние здоровья не позволило ему стать рулевым, как его два младших брата.
Закончив старшую школу и сдав дополнительные экзамены, Марсман начинается изучать правовые дисциплины сначала в Лейдене, а потом в Утрехте. Он начинает писать стихи во время учебы. В 1929 году он открывает свою кантору, в которой работает до 1933 года адвокатом. В 1935 году он окончательно заканчивает с профессией адвоката и отдает все свое время литературе.
В 1929 году он женится на учительнице из Роттердама Рин Барендрехт, которая питала особую страсть в литературе.
Он много путешествовал и по большей части жил за рубежом, в Швейцарии и Франции. Он становится редактором газеты «Свободные страницы», где и публикует свои критические письма и литературные манифесты. с 1932 году он начинает печатать свои работы в фламандском журнале «Форум», просуществовавшем до 1936 года. Космополитичность его взглядов и свободолюбие заставляло его перемещаться из одних мест в другие, он посетил Германию и страны Южной Европы. В течение четырех лет, с 1936 по 1940 год, Хендрик живет в Франции. Он изучает философскую и религиозную литературу, ездит по Европе в поисках ответов на вопросы, которые так и останутся для него без ответа.
Весной 1939 года Марсман в последний раз посещает Нидерланды, чтобы наградить юных поэтов. Война застала его в южной части Франции. После того, как немцы начали нападать на страны Западной Европы, многие нидерландцы уехали в Великобританию. Марсман погиб в 1940 году, спасаясь бегством в Великобританию, вскоре после нападения на Нидерланды нацистской Германии. До сих пор точно неизвестно, было ли судно было торпедировано немецкой подлодкой или потонуло по какой-либо другой причине. Восемь человек выжило после торпедирования судна, среди них была его жена.
Помимо стихов и литературно-критических эссе, выступал как переводчик (Ницше, Андре Жид, Тейшейра де Паскоайш и др.).

## Творчество
Марсман является одним из немногих нидерландских поэтов, которые были очень активны в довоенное время. Оказал большое влияние на нидерландскую литературу в период между двумя мировыми войнами. Один из немногочисленных представителей витализма и экспрессионизма в нидерландской литературе.
Самыми известными строками Марсмана (из стихотворения «Воспоминание о Голландии») стали «Denkend aan Holland zie ik breede rivieren traag door oneindig laagland gaan» («Вспоминая Голландию»). В 2000 году голландцы выбрали это произведение поэта как «голландскую поэму века»
«Вспоминая Голландию», Хендрик Марсман
Думая о Голландии, я
вижу ветвистые вены рек,
плывущих в бесконечно
низких равнинах,
Ряды невероятно
тонких тополей,
стоящих на горизонте в дымке
как перья чаек-исполинов.
И на обширном пространстве
фермы как звезды в космосе
разбросаны ровно
по всей стороне.
Группы деревьев, деревни,
обветшавшие замки,
церкви и вязы, - всё как единое
целое на плоской земле.
Воздух здесь низок,
а солнце здесь медленно,
сквозь пар и туман выдыхается
серо-цветными приветствиями,
И во всех провинциях ночами
внимательно слушают
и опасаются плеска воды,
с её общими бедствиями.
.
В 1927 году за «Paradise regained» Хендрик Марсман получил престижную в Нидерландах «Премию Амстердама» («Prijs van Amsterdam»), в 1936 году был удостоен награды «Lucy B. en CW van der Hoogt Prijs» за «Porta Nigra».